# Gemini VI-A
Gemini VI-A foi o quinto voo tripulado do Projeto Gemini, realizado em dezembro de 1965 e o primeiro a realizar um encontro espacial com outra nave. A missão, apesar do número, foi lançada onze dias após a Gemini VII, devido a atrasos provocado pela explosão de um foguete-alvo Agena, pouco após o lançamento de Cabo Canaveral. O encontro em órbita ocorreu entre as duas naves.

## Tripulação

### Principal
| Posição           | Astronauta            |
| ----------------- | --------------------- |
| Piloto Comandante | Walter M. Schirra Jr. |
| Piloto            | Thomas P. Stafford    |

### Reserva
| Posição           | Astronauta              |
| ----------------- | ----------------------- |
| Piloto Comandante | Virgil I. "Gus" Grissom |
| Piloto            | John W. Young           |

## Missão
Originalmente, a missão Gemini VI seria realizada para um encontro em órbita com um foguete Agena, a ser lançado de Cabo Canaveral alguns dias antes do lançamento da missão. Entretanto, como o foguete explodiu no ar seis minutos após seu lançamento, a missão VI foi cancelada pela NASA. Reavaliando a situação, a agência então resolveu seus objetivos, fazendo um encontro não entre uma Gemini e um foguete, mas entre duas naves Gemini, parra testar a maleabilidade destas naves no espaço.
A nova missão foi rebatizada como Gemini VI-A e lançada poucos dias após a já programada Gemini VII, com os astronautas James Lovell - futuro comandante da Apollo 13 - e Frank Borman - futuro comandante da Apollo 8. Usando da ajuda de um computador e de sua própria pilotagem, o comandante Schirra conseguiu um encontro espacial com a VII 15 de dezembro, voando alinhada a poucos metros dela. Estando em voo alinhado, as duas naves voaram em volta uma da outra e mantiveram formação no espaço - chegaram a cerca de 35 cm uma da outra - sem se tocarem, por cinco horas no total.

### Encontro no espaço

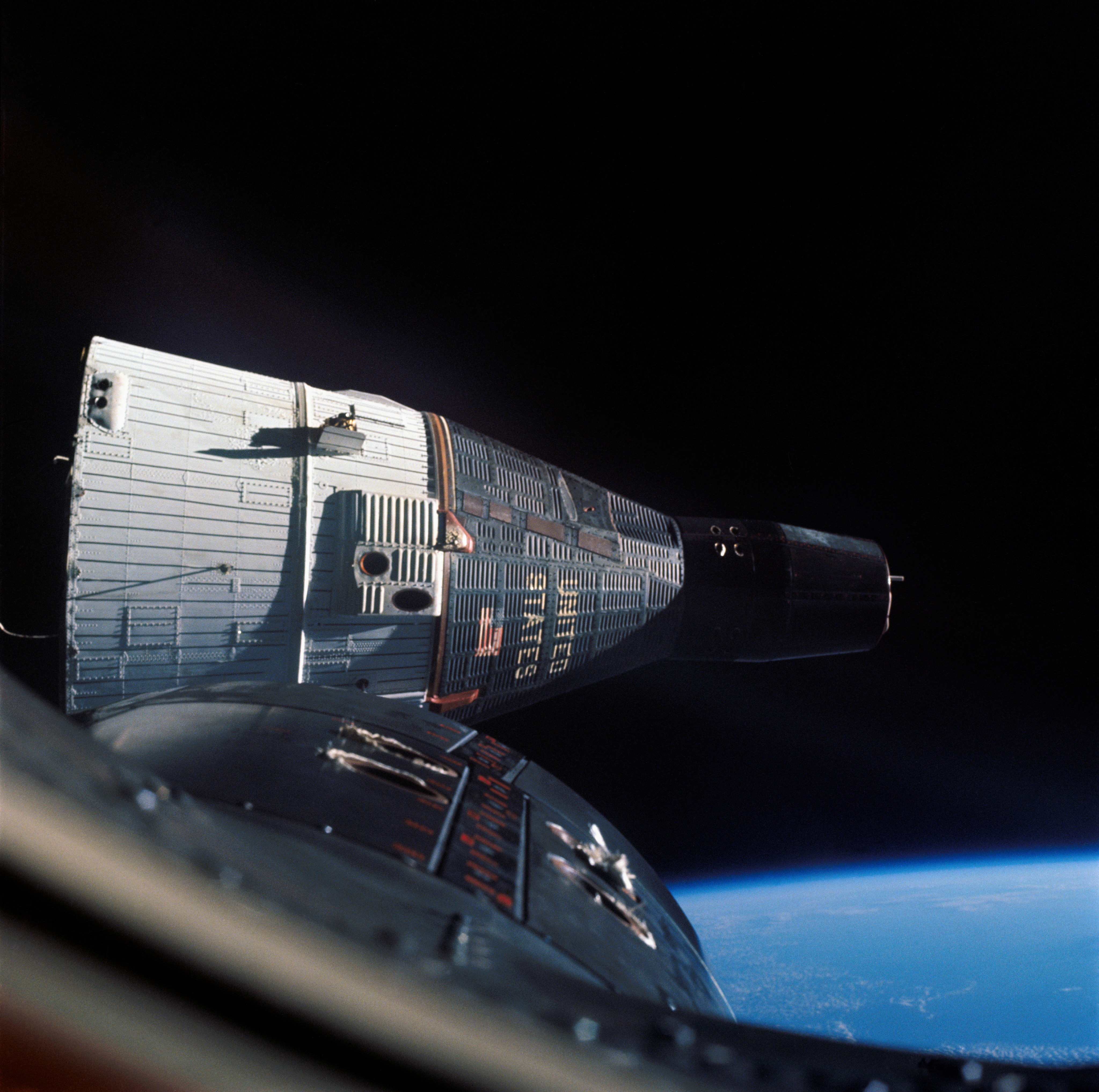
A Gemini VI-A e a Gemini VII voando em formação em órbita terrestre.

Após o lançamento - segundo da nave, o primeiro falhou na plataforma dias antes porque os motores do foguete lançador não funcionaram - a Gemini VI-A entrou em órbita, variando numa distância entre 161 e 259 km de altura. O plano de voo era de que o encontro acontecesse na quarta órbita da nave. A primeira ignição de motores, para colocá-la no encalço da Gemini VII - já em órbita há alguns dias - foi feita 1h34m após o lançamento, aumentando sua velocidade para 5 m/s ; estando numa órbita mais baixa, eles encurtavam rapidamente a distância para a Gemini VII, e a ignição os levou até 1 175 km atrás dela. Com 2h18m de vôo, uma segunda ignição os colocou na mesma inclinação orbital da VII e a 483 km de distância.
O radar da Gemini VI-A fez contato com a VII com 3h15m de voo e a 434 km de distância. A medida que encurtavam lentamente a distância, Schirra colocou o computador da nave em modo de encontro (rendez-vouz). Com 5h04m no espaço, ele avistou um ponto brilhante no 'céu' negro que imaginou fosse a estrela Sirius. Era a Gemini VII, a olho nu.
Após mais algumas pequenas queimas de motores controlando a aproximação, a nave de Schirra chegou a 40 m da Gemini VII, e fez várias voltas em torno dela. Nas próximas 4h30m, as duas espaçonaves realizaram manobras que as colocaram em distâncias entre 30 cm e 90 m, em contato permanente pelo rádio. Durante certo momentos encontraram-se tão perfeitamente alinhadas que voaram juntas sem necessidade de acionar seus foguetes de manobra.
À medida que o período de repouso obrigatório das tripulações se aproximava, a VI-A fez algumas manobras de separação que a estabilizaram a 16 km da VII, distância considerada segura pelo controle da missão com relação a alguma colisão acidental.

Mas Walter Schirra ainda tinha uma surpresa para os tripulantes da Gemini VII e para os demais envolvidos no voo em Terra. Pouco antes das tripulações adormecerem, o rádio da Gemini VII crepitou com a voz dele:
"Gemini VII aqui é a Gemini VI. Nós vemos um objeto, parece um satélite movendo-se em direção norte-sul, provavelmente em órbita polar. Ao que parece fará a reentrada em breve... aguardem um instante... deixe-me observá-lo.... eu vejo um módulo de comando e outros oito pequenos módulos a frente dele... o piloto do módulo de comando está usando uma roupa vermelha.."
Então a música de Natal Jingle Bells começou a ser ouvida pelo rádio tocada por uma harmônica, junto ao som de pequenos sinos. O Instituto Smithsonian afirma que este foi o primeiro instrumento musical tocado no espaço, e mantém a pequena harmônica em exposição no seu acervo.

### Reentrada
A Gemini fez sua reentrada na atmosfera no dia seguinte, aterrissando a apenas 18 km do ponto planejado, o mais preciso de todos os pousos até então. Foi também o primeiro pouso de uma missão espacial transmitido ao vivo, por satélite, pela televisão. A cápsula e a tripulação foram recolhidas pelo porta-aviões USS Wasp.